# Cổ (chất độc)
Cổ độc (phồn thể: 蠱; giản thể: 蛊; bính âm: gǔ; Wade–Giles: ku3) hay kim tằm/jincan (phồn thể: 金蠶; giản thể: 金蚕; bính âm: jīncán; Wade–Giles: chin1-ts'an2 (con tằm vàng), bắt nguồn từ tiếng Trung Quốc cổ độc vu thuật (tiếng Trung: 蠱毒巫術/ Gǔdú wūshù) viết tắt vu cổ (tiếng Trung: 巫蠱/ Wū gǔ), hay tiếng Nhật cổ độc (Kodoku (Nhật: 蠱毒 Hepburn: Kodoku)) hay gọi theo tiếng Việt trùng độc, cổ trùng; là một chất độc dựa trên nọc độc có liên quan đến các nền văn hóa ở miền nam Trung Quốc, đặc biệt là Nam Việt. Việc chuẩn bị truyền thống của chất độc cổ liên quan đến việc phong ấn/bắt giữ một số sinh vật có nọc độc như rắn độc, rết, bọ cạp bên trong một bình (chum, vại) kín, nơi chúng ăn thịt lẫn nhau và được cho là tập trung chất độc của họ vào một con sống sót duy nhất mà cơ thể sẽ bị ấu trùng ăn cho đến khi bị tiêu hóa. Ấu trùng sống sót cuối cùng chứa chất độc tổng hợp. Cổ đã được sử dụng trong các thực hành tà thuật thuộc về vu thuật như thao túng bạn tình, tạo ra các bệnh ác tính và gây ra cái chết. Theo văn hóa dân gian Trung Quốc, một linh hồn có cổ có thể biến đổi thành nhiều loài động vật khác nhau, điển hình là sâu, bướm, rắn, ếch, chó hoặc lợn.